# Daniele Nardello
Daniele Nardello (født 2. august 1972 i Varese, Italien) er tidligere professionel cykelrytter på kontinentalholdet Serramenti PVC Diquigiovanni. Tidligere har han cyklet for Mapei fra 1994 til 2002 og for T-Mobile Team fra 2003 til 2006. Hans største sejre fra tiden på Mapei var etapesejrene i Vuelta a Espana i 1996 og 1999 samt etapesejren i Tour de France i 1998. Hans største præstationer er derimod 8., 7. og 10. pladserne sammenlagt i Tour de France fra 1998 til 2000. I 2001 blev han italiensk mester i landevejscykling.
Efter dette er han af en eller anden grund ikke været i nærheden af at præstere ligeså godt, og han var hjælperytter størstedelen af tiden på T-Mobile Team. Den eneste sejr af betydning under opholdet i Tyskland kom i Züri-Metzgete i 2003.
Nardello gik fra T-Mobile Team efter 2006-sæsonen, da store dele af holdet blev skiftet ud.